# بی‌ام‌و ام هایبرید وی۸
بی‌ام‌و ام هایبرید وی۸ یک خودرو نمونه اولیه اسپرت مسابقه ای است که توسط بی‌ام‌و طراحی شده و توسط دلارا ساخته شده است. این خودرو مطابق با مقررات لمانز دیتونا هایپرکار طراحی شده است اولین حضور این خودرو در مسابقات قهرمانی خودروهای ورزشی ایمسا در سال ۲۰۲۳ و در مسابقه ۲۴ ساعت دیتونا اتفاق افتاد. این خودرو اولین بازگشت بی‌ام‌و به رقابت‌های نمونه اولیه ورزشی از زمان خودرو بی‌ام‌و وی۱۲ ال‌ام‌آر در سال ۱۹۹۹ است. این خودرو همچنین از سال ۲۰۲۴ در مسابقات جهانی استقامتی شرکت می‌کند.